# فيل فونتين (سياسي)
فيل فونتين هو محامي وسياسي كندي، ولد في 20 سبتمبر 1944 في Sagkeeng First Nation ‏.